# Residência de Estudantes Khovo Lar

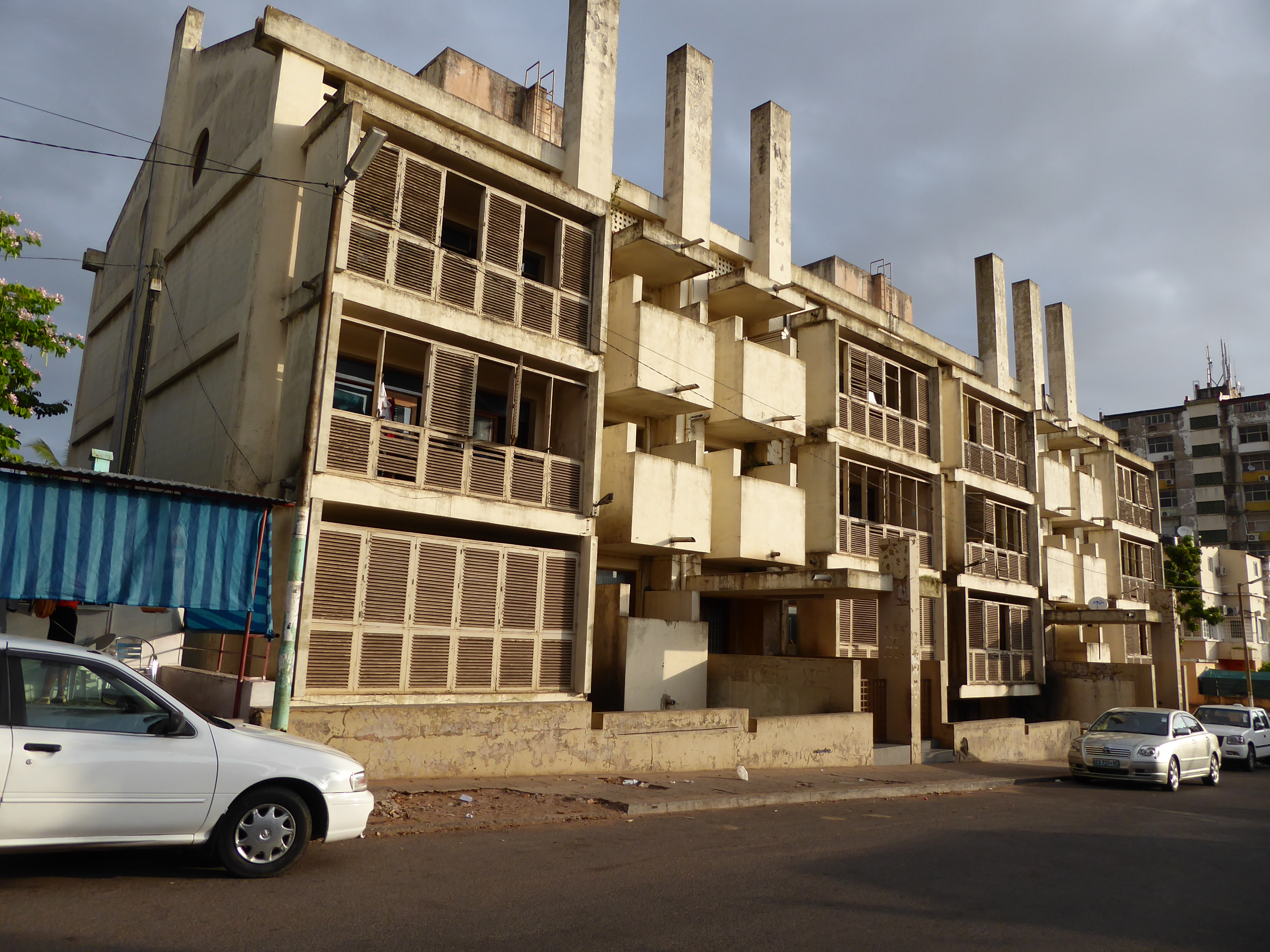
Studierendenwohnheim Khovo Lar, errichtet 1966–73

Residência de Estudantes Khovo Lar (oft auch einfach nur „Khovo Lar“) ist der Name eines Studierendenwohnheims der Schweizer Mission der presbyterianischen Kirche in Mosambik. Das Wohnheim wurde vom portugiesischen Architekten Pancho Guedes 1966 entworfen und 1973 eröffnet. Es befindet sich in der heutigen Rua Henri Junod im Stadtteil Central der mosambikanischen Hauptstadt Maputo.

## Geschichte
Pancho Guedes entwarf in seiner Schaffenszeit in der portugiesischen Kolonie vor allem Bauwerke für private Auftraggeber. Neben vielen Einfamilienhäusern für die koloniale Elite, entwarf Guedes aber auch Schulen und Kirchen vor allem für die Schweizer Mission der presbyterianischen Kirche und andere soziale Träger. Bereits 1964 hatte die Schweizer Mission ihn mit dem Bau einer kleinen Grundschule in Antioquia im Distrikt Magude (Provinz Maputo) beauftragt. 1966 folgte der Auftrag für den Bau eines Studierendenwohnheims im Zentrum der Hauptstadt Lourenço Marques (Maputo).
Das von Guedes entworfene Studierendenwohnheim gehört zu einem größeren Komplex der Presbyterianischen Kirche, zu dem neben einer Kirche auch ein kleines Krankenhaus gehört. Das Wohnheim wurde nach sieben Jahren Bauzeit 1973 eröffnet.

### Aufbau

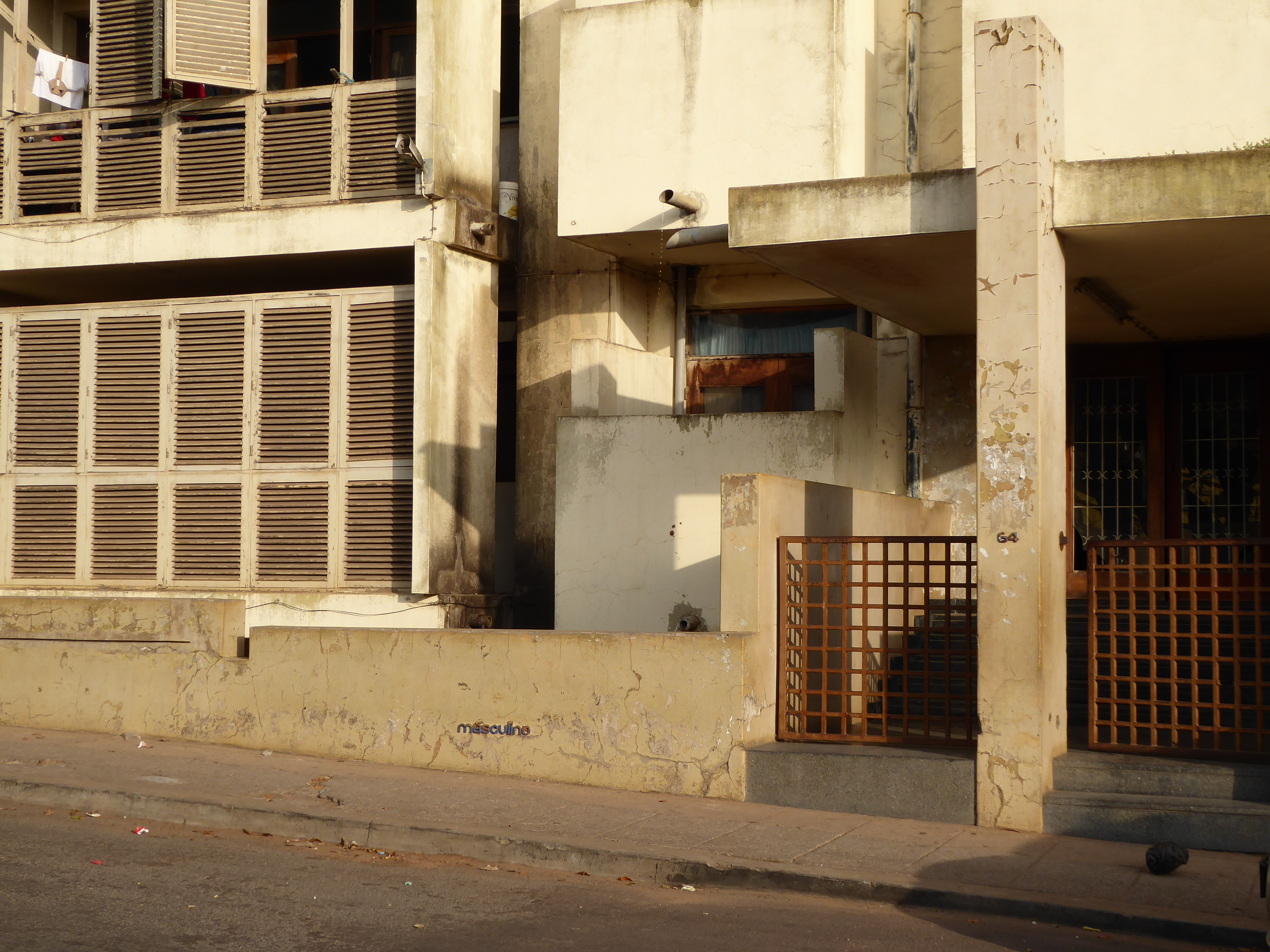
Das Bauwerk ist in zwei symmetrische Flügel geteilt. Hier der Eingang zum linken Flügel für männliche Studierende.

Das dreistöckicke Bauwerk umfasst eine Gesamtfläche von 55 × 40 Meter und befindet sich in einer kleinen Seitenstraße der heutigen Avenida Eduardo Mondlane (vor 1975 Avenida Pinheiro Chagas) unweit des Rathauses der Stadt. Guedes gab dem Bauwerk eine Ausrichtung von Nordwesten nach Südosten und folgte damit den klassischen, geplanten Ausrichtungen des Plano Aguiar. Das Bauwerk ist im Inneren in zwei Funktionsteile unterteilt: Die Schlaf-, Wasch- und Lernräume befinden sich im zweiten und dritten Stockwerk und sind vorwiegend zur Straße ausgerichtet. Im hinteren, angeschlossenen, flachen Teil des Gebäudes befindet sich der große Essensraum sowie die angeschlossene Küche.
Der Hauptteil des Bauwerks ist symmetrisch in zwei Hälften geteilt, wobei jeweils ein Flügel für Studierende eines Geschlechtes gedacht ist. Jeder Flügel verfügt über einen separaten Zugang, jeweils gekennzeichnet mit „masculino“ (männlich) und „feminino“ (weiblich). Die einzigen gemeinsamen Räumen des Hauptteils sind die Lernräume sowie ein gemeinsamer, zentraler Aufenthaltsbereich im Erdgeschoss des Bauwerks. Die Waschräume befinden sich im obersten Geschoss. Die Symmetrie des Gebäudes betont den modularen und damit vereinfachenden Charakter des Baus, typisch für Bauten von Pancho Guedes.
Die Fassade des Gebäudes ist vor allem von dem Wechsel zwischen den verschiedenen Balkons geprägt. Die Schlafsäle haben große Balkons, die durch Fensterläden mit Jalousien verschlossen werden („Venezianische Jalousien“). Über den Eingängen befinden sich insgesamt acht kleine, begehbare Balkons, die durch ihre Anordnung den anderen Balkons Schatten spenden. Auf der Rückseite des Gebäudes befinden sich ebenfalls Balkons. Da dort die Sonneneinstrahlung relativ gering ist, verfügen diese über keine Fensterläden.
Auf dem Dach des Bauwerks befinden sich über den beiden Zugängen zu den Gebäudeflügeln jeweils drei schmale, hohe Schornsteine.

### Stil

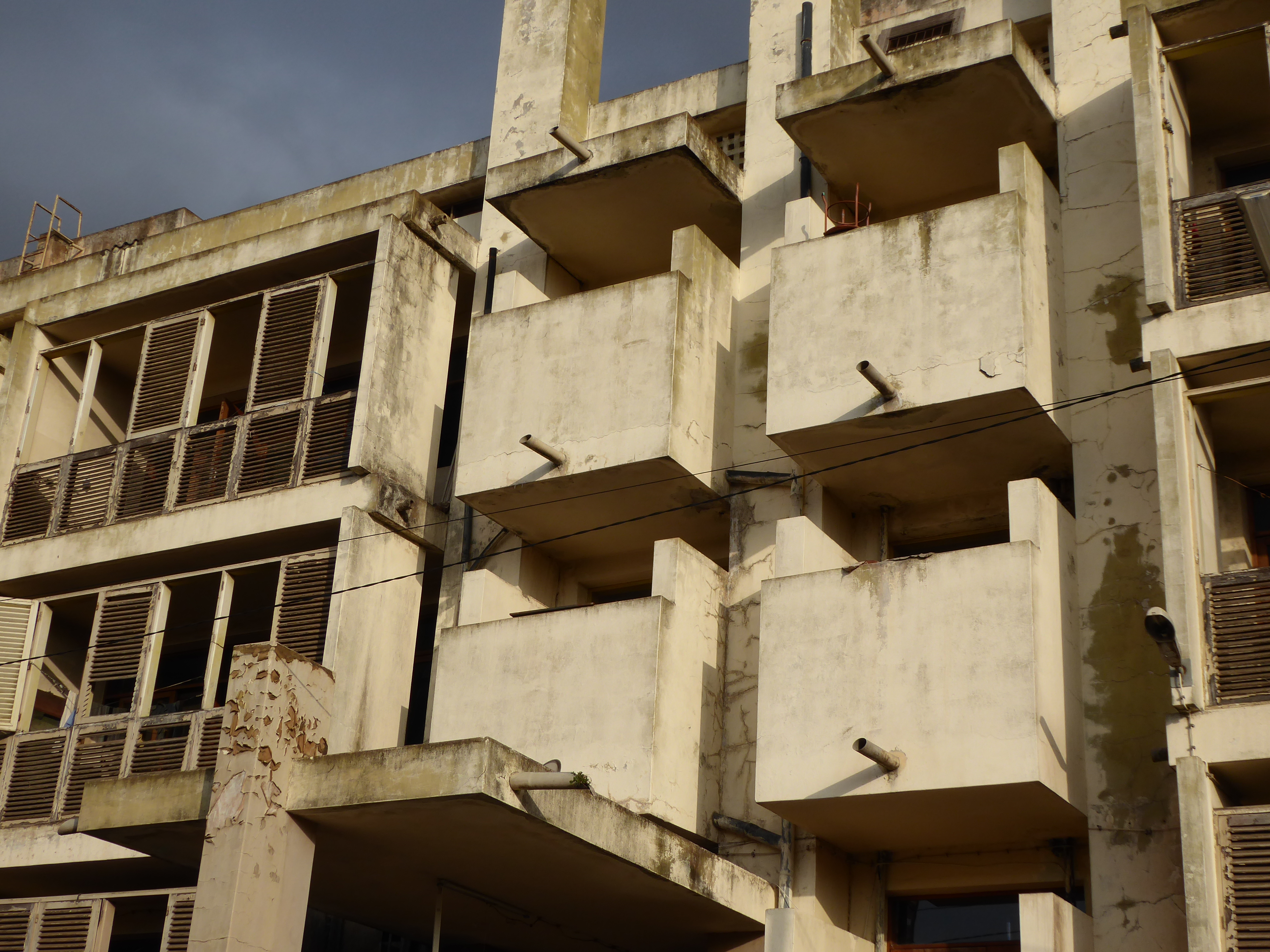
Über den beiden Eingängen befinden sich vier kleine Balkone.

Pancho Guedes hat das Studierendenwohnheim Khovo Lar in seinem eigenen Werkbeschreibung den Buch 14 „Lernmaschinen“ (Máquinas para aprender) zugeordnet. Neben dem Studierendenwohnheim gehören dazu unter anderem die Waterford School (1962–72) in Swaziland, das Convento São José (1966–68) in Maputo, die Escola Agrícola de Chicumbane (1965), das Colégio Nossa Senhora de Conceição (1969–71), die Escola Técnica dos Caminhos-de-ferro (1972–74) und die Escola de Correios (1973–74) in Inhambane.
Insgesamt zeichnet sich das Studierendenwohnheim Khovo Lar vor allem durch seine funktionale, klare Bauweise aus – und stellt damit einen klaren Gegensatz zu den anderen, teils eher verspielten Bauwerken des Architekten Guedes dar. Die sechs, schmalen Schornsteine des Bauwerks betonen diese Charakter noch und geben diesem den Anschein einer „Lernfabrik“, in Anlehnung an die starken calvinistischen Anleihen der presbyterianischen Kirche. Miguel Santiago schreibt zudem, dass die sozialen Bauten von Guedes – wie dieses Studierendenwohnheim – Teil einer „neuen Architektur“ sein sollten, die für eine Erneuerung der Gesellschaft stehen sollten und Träume, Wünsche, Hoffnungen und den Wunsch nach einem neuen Ideal transportieren sollten.
Die breiten Balkone und die Schornsteine zusammen verleihen dem Haus zudem einen stark horizontalen, breiten Charakter; das Haus dominiert dadurch überaus stark die kleine Seitenstraße.

### Veränderungen
Abgesehen von kleinen Veränderungen – insbesondere die Nutzung der Flächen direkt unter dem Dach des Hauses – dient das Haus bis heute als Studierendenwohnheim der Kirche. Medien berichten, dass das Haus in keinem guten Zustand sei und bereits seit 1982 nicht mehr ertüchtigt werde. Das zuständige Kulturministerium würde zu wenig Geld überweisen.